# Bedřich Köhler
Bedřich Köhler (* 14. února 1985, Ostrava) je někdejší český lední hokejista hrající na postu středního útočníka či pravého křídla. Nastupoval i za českou reprezentaci.

## Hráčská kariéra
Svoji hokejovou kariéru začal v týmu HC Vítkovice Steel, kde prošel všemi mládežnickými kategoriemi a odehrál i několik zápasů za první mužstvo HC Kopřivnice. V „áčku“ Vítkovic si odbyl premiéru v nejvyšší soutěži v ročníku 2003/04, nadále však nastupoval rovněž za vítkovickou juniorku a v dalších dvou letech působil také formou střídavých startů za tehdy prvoligové kluby HC Havířov Panthers a HC Sareza Ostrava. Od sezóny 2006/2007 nastupoval pouze za A-tým Vítkovic.

### PSG Zlín
Během letní přestávky v roce 2008 sice začal přípravu s vítkovickým celkem a připsal si i starty v Tipsport Cupu, ale následně o něj mužstvo přestalo mít zájem a zamířil na rok hostovat do klubu PSG Zlín. Dne 1. ledna 2009 se hostování změnilo v trvalý přestup. V ročníku 2013/14 získal se Zlínem ligový titul. S týmem se představil v základní skupině D Ligy mistrů 2014/2015, kde Zlín v konfrontaci s mužstvy Fribourg-Gottéron (Švýcarsko), Djurgårdens IF Hockey (Švédsko) a Eisbären Berlín (Německo) skončil na nepostupovém druhém místě tabulky.

### Mountfield HK
V květnu 2015 odešel jako volný hráč do Mountfieldu HK z Hradce Králové, kde podepsal tříletý kontrakt. Na konci roku 2016 se s Hradcem představil na Spenglerově poháru, kde byl klub nalosován do Torrianiho skupiny společně s celky HC Lugano (Švýcarsko) a Avtomobilist Jekatěrinburg (Rusko) a skončil v základní skupině na druhém místě. Ve čtvrtfinále poté vypadl po prohře 1:5 nad evropským výběrem Kanady. V sezoně 2016/17 s týmem poprvé v jeho historii postoupil v extralize do semifinále play-off, kde bylo mužstvo vyřazeno pozdějším mistrem - Kometou Brno v poměru 2:4 na zápasy, ale Köhler společně se spoluhráči a trenéry získal bronzovou medaili.

### HC Kometa Brno
Na přelomu dubna a května roku 2018 přestoupil do mužstva brněnské Komety.

### Zlín
Po jedné sezóně v brněnském celku se vrátil do Zlína. Zažil s ním v roce 2022 sestup do nižší soutěže. Na začátku května 2025 svou sportovní kariéru ukončil a přesunul se do klubového obchodního oddělení.

## Klubové statistiky
| Sezona       | Klub                | Soutěž          | Základní část | Základní část | Základní část | Základní část | Základní část | Play off | Play off | Play off | Play off | Play off |
| Sezona       | Klub                | Soutěž          | Z             | G             | A             | B             | TM            | Z        | G        | A        | B        | TM       |
| ------------ | ------------------- | --------------- | ------------- | ------------- | ------------- | ------------- | ------------- | -------- | -------- | -------- | -------- | -------- |
| 2003/2004    | HC Vítkovice        | Česká extraliga | 13            | 0             | 01            | 01            | 0             | 02       | 0        | 0        | 0        | 0        |
| 2004/2005    | HC Vítkovice        | Česká extraliga | 19            | 01            | 0             | 01            | 08            | 03       | 0        | 0        | 0        | 0        |
|              | HC Havířov Panthers | 0 1. česká liga | 04            | 04            | 02            | 06            | 06            | —        | —        | —        | —        | —        |
|              | HC Sareza Ostrava   | 0 1. česká liga | 05            | 0             | 01            | 01            | 0             | —        | —        | —        | —        | —        |
| 2005/2006    | HC Vítkovice Steel  | Česká extraliga | 52            | 12            | 07            | 19            | 36            | 06       | 0        | 0        | 0        | 04       |
|              | HC Havířov Panthers | 0 1. česká liga | 01            | 0             | 0             | 0             | 0             | —        | —        | —        | —        | —        |
| 2006/2007    | HC Vítkovice Steel  | Česká extraliga | 45            | 02            | 03            | 05            | 36            | —        | —        | —        | —        | —        |
| 2007/2008    | HC Vítkovice Steel  | Česká extraliga | 52            | 05            | 12            | 17            | 44            | —        | —        | —        | —        | —        |
| 2008/2009    | PSG Zlín            | Česká extraliga | 52            | 18            | 20            | 38            | 68            | 05       | 0        | 01       | 01       | 16       |
| 2009/2010    | PSG Zlín            | Česká extraliga | 46            | 19            | 06            | 25            | 59            | 06       | 03       | 02       | 05       | 04       |
| 2010/2011    | PSG Zlín            | Česká extraliga | 51            | 11            | 11            | 22            | 84            | 04       | 0        | 04       | 04       | 0        |
| 2011/2012    | PSG Zlín            | Česká extraliga | 52            | 17            | 09            | 26            | 42            | 12       | 03       | 04       | 07       | 14       |
| 2012/2013    | PSG Zlín            | Česká extraliga | 50            | 09            | 06            | 15            | 42            | 19       | 04       | 06       | 10       | 08       |
| 2013/2014    | PSG Zlín            | Česká extraliga | 46            | 11            | 04            | 15            | 30            | 17       | 05       | 06       | 11       | 10       |
| 2014/2015    | PSG Zlín            | Česká extraliga | 47            | 11            | 08            | 19            | 32            | 07       | 0        | 01       | 01       | 06       |
| 2015/2016    | Mountfield HK       | Česká extraliga | 46            | 05            | 05            | 10            | 14            | 02       | 0        | 0        | 0        | 25       |
| 2016/2017    | Mountfield HK       | Česká extraliga | 52            | 16            | 09            | 25            | 42            | 11       | 01       | 06       | 07       | 04       |
| 2017/2018    | Mountfield HK       | Česká extraliga | 52            | 17            | 8             | 25            | 26            | 13       | 0        | 0        | 0        | 2        |
| 2018/2019    | HC Kometa Brno      | Česká extraliga | 51            | 6             | 6             | 12            | 18            | 7        | 0        | 0        | 0        | 2        |
| 2019/2020    | PSG Berani Zlín     | Česká extraliga | 48            | 11            | 9             | 20            | 65            | 2        | 0        | 0        | 0        | 0        |
| 2020/2021    | PSG Berani Zlín     | Česká extraliga |               |               |               |               |               |          |          |          |          |          |
| 2021/2022    | PSG Berani Zlín     | Česká extraliga |               |               |               |               |               |          |          |          |          |          |
| Celkem v ČHL | Celkem v ČHL        | Celkem v ČHL    | 774           | 171           | 124           | 295           | 646           | 126      | 21       | 31       | 52       | 105      |

## Reprezentace
V ročníku 2003/2004 nastupoval za reprezentační výběr České republiky do 19 let, v následující sezóně pak za reprezentaaci do 20 let. Dostal se taky do nominace reprezentačního výběru na mistrovství světa juniorů 2005, kde získal bronzovou medaili. V ročníku 2008/2009 nastoupil i ke čtyřem zápasům za mužský reprezentační výběr České republiky.
| Turnaj             | Místo konání                         | Z | G | A | B | TM | Umístění         |
| ------------------ | ------------------------------------ | - | - | - | - | -- | ---------------- |
| MSJ 2005           | USA (Grand Forks, Thief River Falls) | 7 | 0 | 0 | 0 | 0  | Bronzová medaile |
| Celkem na MSJ (1x) |                                      | 7 | 0 | 0 | 0 | 0  |                  |